# Karlheinz Böhm
Pour les articles homonymes, voir Böhm.
Karlheinz Böhm est un acteur autrichien né le 16 mars 1928 à Darmstadt (Allemagne) et mort le 29 mai 2014 à Grödig (Autriche). Il est le fils du chef d'orchestre Karl Böhm (1894-1981).
Il est notamment connu pour avoir joué dans les années 1950 le rôle de l'empereur François-Joseph dans la série des films Sissi avec Romy Schneider.
Il a ensuite connu une carrière moins conformiste en jouant dans Le Voyeur de Michael Powell et dans des films de Rainer Werner Fassbinder.
Il est également le fondateur d'une association, Menschen für Menschen (de), qui lutte contre la pauvreté en Éthiopie.

## Biographie
Né le 16 mars 1928 à Darmstadt (Allemagne), d’un père musicien mondialement célèbre, Karl Böhm, et d’une mère chanteuse d’opéra Thea Linhard, Karlheinz Böhm préfère se tourner vers le cinéma pour trouver sa voie.
Après un début modeste dans un film autrichien et une expérience d’assistant auprès de Géza von Cziffra, il obtient un rôle principal auprès d’Erich von Stroheim et Hildegarde Knef dans La Mandragore. Comme Hardy Krüger, il se spécialise dans les Heimatfilme et bluettes sentimentales où il personnifie une jeunesse élégante et polie, bien éloignée de la révolte qui habitera bientôt un Horst Buchholz, jouant des médecins pour enfants incurables (Die Sonne von St Moritz) ou des officiers amoureux (Die Hexe).

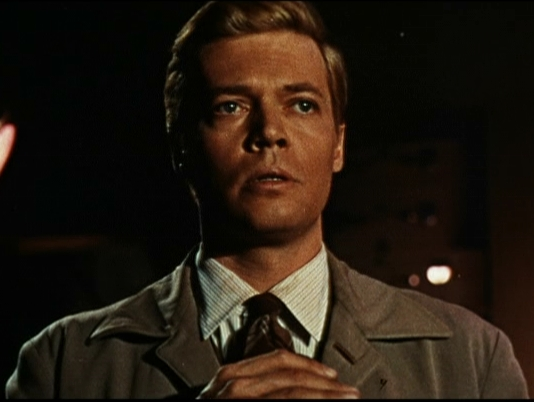
Bande-annonce du Voyeur (1960)

Son rôle de l'empereur François-Joseph, dans la série des Sissi avec Romy Schneider, en fait une vedette internationale. Michael Powell le choisit alors pour jouer Mark Lewis, un cadreur pervers qui tue ses modèles pour capter leur expression de terreur dans Le Voyeur (Peeping Tom). Ce chef-d'œuvre fait scandale et met un terme à sa carrière allemande qui aura duré une dizaine d'années.
Böhm se retire alors en Suisse, tourne encore quelques films pour la MGM pour laquelle il était sous contrat, met en scène en 1964 l’opéra Elektra, dirigé par son père, et rejoue au théâtre à Munich et en tournée. Il semble qu'il ne trouve plus sa voie dans le monde du cinéma : il s’engage alors en politique, sympathisant avec les mouvements contestataires étudiants. Fassbinder, réalisateur contestataire lui aussi, lui offre pourtant un retour brillant au cinéma dans des rôles d’homosexuel raffiné (Le Droit du plus fort) ou d’activiste communiste (Maman Küsters s'en va au ciel), mais ces rôles éphémères ne le font pas revenir au premier plan.
Au théâtre, il crée Immanuel Kant de Thomas Bernhard et joue Le Roi Lear. Après quelques séries TV, il abandonne le métier, se consacrant depuis 1984 au problème de la faim en Éthiopie et se partageant donc entre Munich et Addis-Abeba. Son engagement en faveur d’un développement concret du pays africain lui a valu en 2007 le Prix Balzan pour l'humanité, la paix et la fraternité entre les peuples.
Il meurt le 29 mai 2014  dans sa maison de Salzbourg, des suites de la maladie d'Alzheimer.

## Filmographie

### Au cinéma
- 1948 : Der Engel mit der Posaune de Karl Hartl
- 1949 : Höllische Liebe : Blumenbote
- 1952 : Le Cri de l'amour (Wienerinnen)
- 1952 : Haus des Lebens de Karl Hartl : Pit Harlacher
- 1952 : La Mandragore (en) (Alraune) : Frank Braun
- 1952 : Der Weibertausch : Lorenz Holler
- 1952 : Der Tag vor der Hochzeit
- 1953 : Salto Mortale : Manfred
- 1953 : Arlette conquiert Paris (Arlette erobert Paris) : Gérard Laurent
- 1953 : Der Unsterbliche Lump : Johannes Ritter / Petroni
- 1953 : Hochzeit auf Reisen : Dr Walter Delius
- 1954 : Die Goldene Pest : Karl Hellmer
- 1954 : Die Sonne von St. Moritz
- 1954 : Die Heilige Lüge
- 1954 : ...und ewig bleibt die Liebe : Georg
- 1954 : Die Hexe
- 1954 : Le Beau Danube bleu (Ewiger Walzer) de Paul Verhoeven
- 1955 : Ich war ein häßliches Mädchen : Thomas
- 1955 : Unternehmen Schlafsack : le canonnier Gravenhorst
- 1955 : Sommarflickan : Klaus Richter
- 1955 : Sissi d'Ernst Marischka : l'empereur François-Joseph
- 1955 : Dunja : Mitia
- 1956 : Die Ehe des Dr. med. Danwitz : le Dr Danwitz
- 1956 : Kitty, une sacrée conférence (Kitty und die große Welt) d'Alfred Weidenmann : Robert Ashlin
- 1956 : Nina de Rudolf Jugert : Frank Wilson
- 1956 : Sissi impératrice (Sissi - Die junge Kaiserin) d'Ernst Marischka : l'empereur François-Joseph
- 1957 : Blaue Jungs : Alfred Hanstein
- 1957 : Vacances au Tyrol (Das Schloß in Tirol) : Thomas Stegmann
- 1957 : Sissi face à son destin (Sissi - Schicksalsjahre einer Kaiserin) d'Ernst Marischka : l'empereur François-Joseph
- 1958 : Das Dreimäderlhaus : Franz Schubert
- 1958 : Le Passager clandestin (The Stowaway) de Ralph Habib et Lee Robinson : Jean
- 1958 : Man müßte nochmal zwanzig sein de Hans Quest
- 1958 : Un môme sur les bras (Das haut einen Seemann doch nicht um) d'Arthur Maria Rabenalt : Peter Hille
- 1959 : Cour martiale (Kriegsgericht) : l'Oberlieutenant Düren
- 1959 : La Paloma : Robert Dahlberg
- 1960 : Der Gauner und der liebe Gott : le Père Steiner'
- 1960 : Le Voyeur (Peeping Tom) de Michael Powell : Mark Lewis
- 1960 : Too Hot to Handle : Robert Jouvel
- 1962 : La Croix des vivants d'Yvan Govar : Gus
- 1962 : Rififi à Tokyo de Jacques Deray : Carl Mersen
- 1962 : Les Quatre Cavaliers de l'Apocalypse (Four Horsemen of the Apocalypse) de Vincente Minnelli : Heinrich von Hartrott
- 1962 : Forever My Love : l'empereur François-Joseph (version abrégée de la trilogie des Sissi pour les États-Unis)
- 1962 : Les Amours enchantées (The Wonderful World of the Brothers Grimm) de Henry Levin : Jacob Grimm
- 1963 : Les Filles de l'air (Come Fly with Me) de Henry Levin : le baron Franz Von Elzingen
- 1965 : L'Heure de la vérité d'Henri Calef
- 1967 : Minuit sur le grand canal (The Venetian Affair) de Jerry Thorpe : Robert Wahl
- 1972 : Magic Graz
- 1973 : Schloß Hubertus : Tassilo
- 1974 : Effi Briest de Rainer Werner Fassbinder : Wullersdorf
- 1975 : Le Droit du plus fort (Faustrecht der Freiheit) de Rainer Werner Fassbinder : Max
- 1975 : Maman Küsters s'en va au ciel (Mutter Küsters' Fahrt zum Himmel) de Rainer Werner Fassbinder : Thälmann
- 1983 : Inflation im Paradies : Invité

### À la télévision
- 1958 : Examen des Lebens
- 1961 : The Magnificent Rebel : Ludwig van Beethoven
- 1963 : Le Virginien (série télévisée), Saison 1, épisode 24 Golden Door : Karl Rilke
- 1966 : Ein Idealer Gatte : Lord Goring
- 1969 : Traumnovelle
- 1973 : Immobilien
- 1974 : Martha, de Rainer Werner Fassbinder : Helmut Salomon
- 1975 : Im Hause des Kommerzienrates
- 1976 : Seniorenschweiz
- 1976 : Die Tannerhütte
- 1979 : Kur in Travemünde : Manfred Angenendt
- 1980 : Ringstraßenpalais (série) : Bernie

## Récompenses et distinctions
- 1983: Filmband en or pour de nombreuses années d'excellent travail dans le cinéma allemand
- 1984: Bambi
- 1985: Médaille Theodor Heuss
- 1985: Grande médaille d’honneur d’argent pour les services rendus à la République d’Autriche
- 1986: Prix humanitaire des francs-maçons allemands
- 1990: Bambi
- 1997: Grande médaille d'honneur d'or de l'État de Styrie
- 2001: Croix fédérale du mérite (Grand-croix du mérite avec étoile)
- 2002: Grande médaille d’honneur d’or pour les services rendus à la République d’Autriche
- 2002: Prix mondial
- 2003: Notre meilleur (ZDF), 19e place
- 2003: Golden Mop de Brisant dans la catégorie "Engagement Social"
- 2003: Prix d'honneur Hans Rosenthal
- 2003: Anneau du Land de Salzbourg
- 2005: badge Martin Buber
- 2006: Centre commercial de la renommée
- 2007: Prix Balzan pour l'humanité, la paix et la fraternité entre les nations
- 2008: Prix international Hundertwasser
- 2008: Berlinale Camera pour son travail dans le cinéma allemand et son engagement humanitaire
- 2008: Ordre du mérite bavarois
- 2008: Médaille d'or d'honneur de la capitale fédérale de Vienne
- 2009: Save the World Award (en Autriche)
- 2009: Prix d' honneur de l'UNESCO
- 2009: Citoyen d'Honneur d'Éthiopie